# اکندیاک ۹۳۸۹
سیارک ۹۳۸۹ (به انگلیسی: 9389 Condillac، نامگذاری:1994ET6) نه هزار و سیصد و هشتاد و نهمین سیارک کشف شده‌است که در ۹ مارس ۱۹۹۴ کشف شد.
قدر مطلق سیارک برابر ۱۴٫۷۰ است.